# Dane (Lanišće)
 Dane  falu Horvátországban, Isztria megyében. Közigazgatásilag Lanišćéhez tartozik.

## Fekvése
Az Isztriai-félsziget északi részén a Ćićarija-hegység területén, Buzettől északkeletre, községközpontjától 11 km-re északnyugatra fekszik. Itt halad el a Buzetből és Vodice felé menő út. A falut dombok veszik körül, melyek jól védik az északi szelektől, ugyanakkor nyitottak déli irányban.

## Története
A régészeti leletek tanúsága szerint falu határában levő barlangokban (Novačka peć, Ivkina peć) már az őskorban éltek emberek és később is sokáig lakottak voltak. A 10. században területe az aquileai pátriárka és a goriciai grófok uralma alatt volt. 1394-től a rašpori uradalom részeként a Velencei Köztársaság része lett. A 15. század végén a török támadásoktól, majd a 17. század elején az uszkók háborútól szenvedett. Ezután Dane és Vodice között húzódott a határ az osztrák és a velencei területek között. 1857-ben 349, 1910-ben 382 lakosa volt. Lakói főként mezőgazdaságból, állattartásból, szénégetésből éltek. 1944. augusztus 10-én német csapatok gyújtották fel, lakosságát koncentrációs táborba hurcolták. Szent Anna templomát lerombolták. 
2011-ben a falunak mindössze 8 lakosa volt.

## Lakosság
| Lakosság változása | Lakosság változása | Lakosság változása | Lakosság változása | Lakosság változása | Lakosság változása | Lakosság változása | Lakosság változása | Lakosság változása | Lakosság változása | Lakosság változása | Lakosság változása | Lakosság változása | Lakosság változása | Lakosság változása | Lakosság változása |
| ------------------ | ------------------ | ------------------ | ------------------ | ------------------ | ------------------ | ------------------ | ------------------ | ------------------ | ------------------ | ------------------ | ------------------ | ------------------ | ------------------ | ------------------ | ------------------ |
| 1857               | 1869               | 1880               | 1890               | 1900               | 1910               | 1921               | 1931               | 1948               | 1953               | 1961               | 1971               | 1981               | 1991               | 2001               | 2011               |
| 349                | 378                | 374                | 393                | 403                | 382                | 365                | 264                | 169                | 160                | 84                 | 38                 | 29                 | 21                 | 12                 | 8                  |